# Station Chapeltown (Yorkshire)
Chapeltown (Yorkshire) is een spoorwegstation van National Rail in Chapeltown, Sheffield in Engeland. Het station is eigendom van Network Rail en wordt beheerd door Northern Rail. 